# Ritsu Doan
Ritsu Doan (Amagasaki, 16 de junho de 1998), é um futebolista japonês que atua como ponta-direita. Atualmente joga pelo Eintracht Frankfurt.

## Carreira

### Gamba Osaka
Iniciou sua carreira futebolística nas categorias de base do Gamba Osaka atuando também na equipe juvenil. Considerado uma jovem promessa do futebol japonês, devido a sua habilidade técnica, dribles e velocidade, foi convocado para a Seleção Japonesa (Sub-15). Foi promovido para a equipe profissional do Gamba Osaka em 2015, equipe que disputava a J-League. Com pouco espaço na equipe principal, acabou se destacando na recém criada equipe do Gamba Osaka Sub-23 para a disputa da J3-League. Na equipe Sub-23, ele jogou como meia central e marcou 10 gols em 21 partidas. Com essa boa atuação, suas oportunidades de jogar na equipe principal aumentaram, mas o atleta foi negociado com o Groningen. Pela equipe principal marcou 3 gols em 15 partidas. Doan atuou em sua última partida no Gamba Osaka no dia 25 de junho de 2017. O jogo foi contra o Kawasaki Frontale e terminou empate 1–1.

### Groningen
Em junho de 2017, assina contrato de empréstimo de um ano a partir de 1 de julho com o Groningen. De acordo com a imprensa no Japão, seu salário anual seria de 300 mil euros e o valor da transferência foi de 1,5 milhões de euros. Pela equipe Neerlandesa, atuou em 29 partidas marcando 9 gols o que chamou atenção de vários clubes da europa, entre eles Juventus, Atlético de Madrid e Manchester City. Segundo o jornal Eurosport, o City estaria disposto a pagar 5 milhões de euros para ter o atleta japonês na temporada 2019.

### Freiburg
Em 7 de julho de 2022, Doan foi anunciado pelo Freiburg, contratado do PSV Eindhoven por 8,5 milhões de euros.

### Eintracht Frankfurt
Em 7 de agosto de 2025, Doan assinou com o Eintracht Frankfurt, com contrato válido até 2030.

## Seleção Japonesa
Após ganhar destaque pela velocidade, explosão, dribles e gols, foi convocado para a Seleção Japonesa de Futebol Sub-20 para disputar a Copa do Mundo FIFA Sub-20 de 2017. Ajudou a equipe japonesa a chegar as oitavas-de-final, sendo derrotada pela Venezuela. Ele marcou 3 gols em 4 jogos, então o twitter oficial da FIFA comentou sobre ele “Messi japonês”.

## Títulos
PSV Eindhoven
- Copa dos Países Baixos: 2021–22